# Лейтнеккер, Евгений Эмильевич
Евгений Эмильевич Лейтнеккер (1888 — 19 июня 1954, Москва) — русский и советский историк литературы, музейный деятель и краевед. Заведующий Ялтинским краеведческим музеем (1912—1913). Заместитель председателя РОПИК (1923), заместитель редактора журнала «Крым» (1925). Заведующий Московским государственным музеем имени А.П. Чехова, на основе собрания которого (в том числе) возник Государственный литературный музеей. 

## Биография
Родился в 1888 году. Окончил Томскую мужскую гимназию поступил на юридический факультет Петербургского университета. Из-за развивающего туберкулёза, которым он заболел в Петербурге, университет пришлось заканчивать экстерном. 
Лечился сначала в Батуми, а затем его перевезли в тяжелом состоянии в Ялту. Здесь здоровье постепенно начало улучшаться, но о возвращении в Петербург не было и речи. Нужно было искать работу в Крыму. Лейтнеккер стал научным сотрудником в Ялтинском краеведческом музее (1912—1913), затем был заведующим музея (1913—1917). 
Был секретарём Совета и Правления Таврического филиала Киевского университета (в эвакуации) Крымского университета (1917—1918), заведовал Ялтинской библиотекой (затем ставшей Центральной библиотекой Южного берега Крыма) (1918—1921). Здесь же он познакомился со своей будущей женой Ольгой Спиридоновной, ставшей впоследствии известным педагогом, которая приехала в Ялту для лечения сына Святослава.

### Музей Чехова
Е. Э. Лейтнеккер был организатором и председателем Ялтинского библиотечного общества (1919—1920), организатором и заместителем председателя Ялтинского литературного общества имени А. П. Чехова (1917—1921). Члены общества часто бывали в доме писателя, были дружны с сестрой писателя Марией Павловной, оказывали ей помощь в охране Дома Чехова. В 1921 году в Москву на съезд педагогов уехала делегатом его жена Ольга Спиридоновна, там ей предложили работу в Московской опытно-показательной школе (МОПШК), после чего встал вопрос о переезде в Москву всей семьи.
План устройства Чеховского музея Лейтнеккер создавал вечерами и ночами в крохотной комнатке, где  жил с женой и тяжело тогда болевшим возвратным тифом пасынком Святославом, в Москве лежавшем в разрухе, холоде и голоде. Докладная записка была представлена в Главмузей заведующей Н. И. Троцкой, а затем перешла в Отдел Музеев Н. Г. Машковцеву. Обращаясь в Главное управление по делам Музеев и охране памятников искусств, старины, народного быта и природы по вопросу об устройстве в Москве Всероссийского музея имени Чехова Лейтнеккер писал, что «вопрос об увековечении памяти Антона Павловича Чехова вставал неоднократно, когда наступала та или иная дата, связанная с его жизнью, литературной деятельностью и проч.».
Работа Лейтнеккера носила системный характер, но была затруднена всё более ухудшающимися отношениями с живущими родственниками А. П. Чехова, которые в итоге полностью разрушились. 22 июня 1923 года Мария Павловна написала брату: «Пока существует г. Лейтнеккер при чеховском деле, мы с тобой будем всегда гонимы и наша скромность, и то, что мы не лезем на вид, будет нам всегда поставлена в минус, а нашу простоту поймут как интригу. Г-н Лейтнеккер составит себе блестящую карьеру и серьезное положение, и никто не будет знать, что он обобрал меня дочиста, взял все, что я хранила и собирала долгие годы... Даже моя лампа, подарок Киселёвых, оказалась музейным экспонатом и т. д. <...> Если Богу угодно сохранить чеховский Дом и поддержать мои силы на старости, значит будет так, а нет — его Святая Воля! <...> Что касается моей жизни, то я хотела бы знать, что Дом Чеховых будет обеспечен хотя скромно и что я смогу остаток своих дней прожить в нем и умереть с сознанием, что памятник этот будет сохраняться и без меня, но упаси Боже не Лейтнеккером!».

### РОПИК
4 мая 1923 года в РСФСР был утверждён устав РОПИК. 20 мая на первом организационном собрании общества было избрано Правление в составе: доктор Н. И. Тезяков (председатель), Е. Э. Лейтнеккер (заместитель председателя), академик А. П. Павлов, профессора А. А. Крубер, Б. Ф. Добрынин, А. С. Башкиров, В. А. Обручев, М. И. Голенкин, А. А. Чернов.
В редакционную коллегию организованного в начале 1925 года общественно-научный и экскурсионный журнал «Крым» входили: профессор А. П. Пинкевич (ответственный редактор), Е. Э. Лейтнеккер (зам. редактора), а также профессора А. С. Башкиров, Б. Ф. Добрынин, П. З. Зенкович, Н. П. Зимин, Б. А. Куфтин. В 1927 году ответственным редактором журнала становится профессор Ф. Н. Петров, а в 1929 году вместо Е. Э. Лейтнеккера заместителем редактора был назначен К. Е. Гриневич.

### Музей Горького
Лейтнеккер стоял у истоков создания Московского государственного музея имени А.П. Чехова и Гослитмузея в целом. Помимо экспозиций, связанных с именем Чехова, он организовал первую выставку-музей М. Горького в 1928 году, которую посетил сам писатель, а затем и выставку 1932 года. Это был опыт музеефикации биографического и творческого материала М. Горького, осуществлённые при жизни. 
Известна переписка М. Горького с Е. Э. Лейтнеккером, в том числе 1933 года по вопросам создания Ассоциации имени М. Горького. Оставив в декабре 1932 году место заведующего Литературным музеем при Государственной библиотеке СССР имени В.И. Ленина, Е. Э. Лейтнеккер занялся изучением ближайшего окружения А. П. Чехова.
По заданию Института мировой литературы он составил первую Летопись жизни и творчества М. Горького. Собранные им материалы были высоко оценены литературоведами, стали основой для публикаций и сборников (например «Горький об искусстве» (1940)), они были изъяты в начале 1950-х, долгое время имя Лейтнеккера в истории чеховедения и горьковедения не упоминалось.
Использовал в публикациях следующие псевдонимы: Е. Л.; Евг., Л.; Полынов, Евг.
Умер 19 июня 1954 году в Москве, похоронен на 3 участке Новодевичьего кладбища.

## Семья
- Первая жена — Ольга Спиридоновна Лейтнеккер, педагог[1].
- Вторая жена — Нина Ильинична Гитович (1903—1994), чеховед, сестра поэта Александра Гитовича[8]. 
  - Дочь — Ирина Евгеньевна Гитович (1938—2021), чеховед, жена литературоведа Евгения Адельгейма.
    - Внучка — Ирина Евгеньевна Адельгейм, литературовед, переводчик.